# Пономаренко, Сергей Анатольевич (футболист)
Сергей Анатольевич Пономаренко (18 декабря 1983, Вышгород, Киевская область) — украинский футболист, защитник.

## Биография
Воспитанник вышгородских команд «Чайка» и «Диназ», начал играть на взрослом уровне в составе «Диназа» в любительском первенстве. В 2002 году перешёл в «Тирасполь», в его составе за два сезона сыграл 14 матчей в высшем дивизионе Молдавии. Затем несколько лет не выступал на высоком уровне. В профессиональный футбол вернулся осенью 2006 года, сыграв два матча во второй лиге Украины за «Нафком» (Бровары).
С 2007 года в течение четырёх лет играл в высшей лиге Белоруссии за клубы-середняки местного чемпионата «Сморгонь», «Шахтёр» (Солигорск), «Торпедо» (Жодино). Всего в белорусской лиге провёл 74 матча. Дважды подряд участвовал в финалах Кубка Белоруссии — в 2009 году с «Шахтёром» и в 2010 году с «Торпедо», оба финала были проиграны.
После возвращения на Украину провёл полсезона в первой лиге за «Прикарпатье» (Ивано-Франковск) и два сезона во второй лиге за «Украгроком» (Приютовка). Затем несколько лет играл в любительских соревнованиях. В родном «Диназе» был капитаном и признавался лучшим игроком клуба и лучшим защитником областного первенства, также работал детским тренером. С клубом «Чайка» (Петропавловская Борщаговка) становился бронзовым призёром любительского чемпионата Украины и обладателем любительского Кубка Украины в сезоне 2016/17. С 2018 года в течение полутора сезонов выступал в составе «Чайки» на профессиональном уровне во второй лиге, был капитаном команды.

## Достижения
- Финалист Кубка Белоруссии: 2009, 2010